# Versetele coranice și legislația
Noțiunea de Coran
Coranul reprezintă cartea sfântă a musulmanilor. Această scriere sacră a fost redactată de Zayd ibn Thabit, unul dintre secretarii profetului Muhammad. Coranul este considerat un text cu o puternică dimensiune morală. „Muhammad Iqbal descrie Coranul ca pe o carte sacră, care are menirea de a trezi cunoștințele superioare ale omului în raport cu divinitatea și universul.”[1]
Versetele coranice
Coranul este alcătuit din aproximativ 6.000 de versete, dintre care 200–300 fac referire la norme juridice. Aproximativ 70 de versete tratează aspecte legate de căsătorie, divorț, adopție etc. Aplicarea legilor coranice presupune un proces riguros și uneori dificil. De exemplu, pentru dovedirea faptei de preacurvie, este necesară prezența a patru martori oculari care să fi asistat direct la actul intim.
În proporție de peste 90%, versetele coranice promovează bunătatea și dreptatea. Musulmanii acordă o mare importanță comportamentului față de ceilalți oameni, în funcție de relațiile interumane.
Concluzii
„Nu este fapta cea bună deopotrivă cu fapta cea rea. Respinge fapta cea rea cu cea care este mai bună și iartă-l pe acela care a fost între tine și el dușmănie, ca și cum ar fi un prieten apropiat. Însă nu le va fi dat decât acelora care sunt răbdători, și nu-i va fi dat decât aceluia care va avea parte de mare noroc.”[2] (Fussilat: 34–35)
Note
1. Grigore, George (2018). Coranul. București: Editura Herald.
2. Alak, Alina (2019). Despre istoria umană a voinței divine. București: Editura Pro Universitaria.
3. Lamens, Henri (2003). Islamul – credințe și instituții. București: Editura Corint.

Bibliografie
- Alak, Alina. Despre istoria umană a voinței divine. București: Editura Pro Universitaria, 2019.
- Grigore, George (trad.). Coranul. București: Editura Herald, 2018.
- Lamens, Henri. Islamul – credințe și instituții. București: Editura Corint, 2003.